# Ałła Isaczenka
Ałła Iwanauna Isaczenka (biał. Алла Іванаўна Ісачэнка, ros. Алла Ивановна Исаченко, Ałła Iwanowna Isaczenko; ur. 21 grudnia 1957 w Lewaszach w rejonie rzeczyckim) – białoruska ekonomistka i polityk, w latach 2008–2012 deputowana do Izby Reprezentantów Zgromadzenia Narodowego Republiki Białorusi IV kadencji.

## Życiorys
Urodziła się 21 grudnia 1957 roku we wsi Lewasze, w rejonie rzeczyckim obwodu homelskiego Białoruskiej SRR, ZSRR. Ukończyła Białoruski Państwowy Instytut Gospodarki Narodowej im. W. Kujbyszewa, uzyskując wykształcenie ekonomistki, oraz Akademię Zarządzania przy Prezydencie Republiki Białorusi, uzyskując wykształcenie menedżer ekonomistki. Pracowała jako inspektor ds. budżetu działu finansowego Brahińskiego Rejonowego Komitetu Wykonawczego, inspektor, ekonomistka, starsza ekonomistka ds. budżetu, zastępczyni kierownika i kierownik inspekcji budżetowej, kierownik działu finansowego Rzeczyckiego Rejonowego Komitetu Wykonawczego. Była deputowaną do Rzeczyckiej Rejonowej Rady Deputowanych. Stała na czele Rejonowej Rady Kobiet Zjednoczenia Społecznego „Białoruski Związek Kobiet”.
27 października 2008 roku została deputowaną do Izby Reprezentantów Zgromadzenia Narodowego Republiki Białorusi IV kadencji z Rzeczyckiego Okręgu Wyborczego Nr 44. Pełniła w niej funkcję zastępczyni przewodniczącego Stałej Komisji ds. Budżetu, Finansów i Polityki Podatkowej. Od 13 listopada 2008 roku była członkinią Narodowej Grupy Republiki Białorusi w Unii Międzyparlamentarnej.

## Życie prywatne
Ałła Isaczenka jest zamężna, ma syna.